# آنتونینو زیکیکی
 آنتونینو زیکیکی (انگلیسی: Antonino Zichichi؛ زاده ۱۵ اکتبر ۱۹۲۹) یک فیزیک‌دان اهل ایتالیا است.